# Тетрадь
Тетра́дь (от греч. τετράδιον — четвёртая часть листа, от др.-греч. τέτρα — «четыре») — печатный или письменный носитель информации, состоящий из листов бумаги, согнутых пополам и переплетённых в месте сгиба нитками или скобами. 
Также тетрадью могут называться отдельные листы для письма, скрепленные клеем или проволочной спиралью. Тетрадь пропускной («бюварной») бумаги — Бювар.

## История
Начиная с VII века до н. э., сменив множество различных носителей (свинцовые листы, костяные пластинки и так далее), европейцы (греки, римляне) стали записывать информацию (текст, рисунки) на деревянных дощечках, покрытых слоем воска, острой палочкой (стилосом). Записанное можно было стереть обратным тупым концом стилоса для многоразового использования дощечки. Скреплялись такие дощечки по четыре штуки, таким образом совокупность четырёх дощечек, называлась «тетрадь» от др.-греч. τέτρα — четыре.  
По одной из версий, слово тетрадь происходит от более поздних, так называемых «Апракос», распространённых в древней русской церкви, то есть книг Евангелия и Апостола недельные, расположенные по порядку рядовых зачал или по дням недельным, начиная со дня Пасхи. В Евангелии Апракос евангелист Иоанн предшествует прочим евангелистам. Но книги евангелистов и Деяний Апостольских с посланиями, расположенные в библейском порядке, носят название Тетр. Это наименование собственно относится к четвероевангелию, но переписчиками распространено было и на книгу Апостол. От сюда и пошло название «тетрадь».  
На одном из «образцов» античных «школьных тетрадей», предположительно из Гермополя, датируемом 209–282 гг., твёрдой рукой учителя по-гречески было начертано: «Будь прилежен, мальчик, чтобы тебя не выдрали» (Государственные музеи Берлина, инвентарный номер 13234). И ученик прилежно переписал эту мудрую мысль четыре раза.
В 1920-е годы были выпущены тетради с супрематическими обложками Е. Фортунатовой и Л. Шлегер. В настоящее время они представляют библиографическую редкость.

## Тетради для письма
Листы тетрадей для письма, как правило, размечены в клетку или линейку, с полями и без них. Наиболее часто их используют ученики и студенты. Стандартное количество листов: 12, 18, 24, 36, 48, 60, 80, 96. Тетрадь с больши́м количеством листов (примерно от 48) называют общей тетрадью.

## Печатные тетради
Тетради, применяемые в полиграфии, могут быть сфальцованы разными способами и иметь разное количество страниц, однако наиболее часто изготавливают 16-страничные и 32-страничные тетради методом перпендикулярной фальцовки. Иногда последние получают, вкладывая друг в друга две 16-страничные тетради. Это обусловлено стремлением избежать «паразитных» морщин в корешке тетради при проведении 4-го фальца. Другим способом является перфорация предпоследнего (3-го) фальца. Листы в тетрадях сшивают. Несколько тетрадей образуют книжный блок.